# Os Monteiros
Os Monteiros es una aldea española situada en la parroquia de Brandeso, del municipio de Arzúa, en la provincia de La Coruña, Galicia.

## Demografía
| Gráfica de evolución demográfica de Os Monteiros entre 2000 y 2018 |
|                                                                    |
| Datos según el nomenclátor publicado por el INE.                   |